# Diastylopsis dawsoni
Diastylopsis dawsoni is een zeekommasoort uit de familie van de Diastylidae. De wetenschappelijke naam van de soort is voor het eerst geldig gepubliceerd in 1880 door Smith.